# Acetylowany adypinian diskrobiowy
Acetylowany adypinian diskrobiowy (E1422) – organiczny związek chemiczny, skrobia modyfikowana chemicznie, estryfikowana za pomocą bezwodnika octowego i sieciowana bezwodnikiem adypinowym. Zawartość grup acetylowych nie może przekraczać 2,5%, a adypinowych 0,135%. W praktyce przemysłowej stosuje się preparaty o niższym stopniu podstawienia ze względów technologicznych oraz ekonomicznych. Charakteryzuje się większą lepkością, odpornością na niskie pH oraz odpornością na retrogradację niż skrobia naturalna.
Znajduje zastosowanie jako zagęstnik w produkcji sosów, keczupu, majonezu light, margaryny light oraz innych produktów spożywczych. W produktach o charakterze emulsji (majonez, margaryna) pełni również rolę emulgatora.
Występuje pod nazwami handlowymi takimi jak: Adamyl, Zagęstnik AD, Adanet, Adamix.